# Silvia Alejandra Manzo
Silvia Alejandra Manzo (Mar del Plata, Argentina, 18 de febrero de 1970) es una filósofa argentina, profesora titular de Filosofía moderna en la Universidad Nacional de La Plata (UNLP) e investigadora independiente del Consejo Nacional de Investigaciones Científicas y Técnicas (CONICET). Sus actividades de investigación se desarrollan en el Instituto de Investigaciones en Humanidades y Ciencias Sociales (IDIHCS), organismo que depende tanto de la UNLP como del CONICET. En 2013, sus actividades científicas fueron reconocidas con el Premio Bernardo Houssay.
Su experiencia científica se desarrolla en los campos de historia de la filosofía e historia de la ciencia del Renacimiento a la Modernidad. Su objeto de investigación actual se centra en una revisión historiográfica de las categorías empirismo y racionalismo.

## Trayectoria profesional
Silvia Alejandra Manzo realizó sus estudios en la Facultad de Humanidades y Ciencias de la Educación de la Universidad Nacional de La Plata. En 1992 obtuvo el Profesorado en Filosofía, mientras que en el año 1994 finalizó sus estudios de licenciatura en la misma disciplina. Posteriormente, realizó un doctorado de Filosofía en la Facultad de Filosofía y Letras de la Universidad de Buenos Aires. Desde entonces, ha editado libros y publicado numerosos artículos en revistas especializadas. A pesar de contar con una amplia producción sobre pensadores y problemas de la filosofía moderna, se ha destacado especialmente en la obra de Francis Bacon. Sus resultados de investigación le han permitido recibir una beca financiada por la Fundación Alexander von Humboldt en el año 2013.

### Premios y distinciones
- En 2013 fue distinguida por su trayectoria con el Premio Bernardo Houssay.

### Publicaciones
- "Uma nova ciência para um novo mundo: O projeto da grande restauração por meio de suas imagens" en Sképsis. 10-2015, 121-145.
- "Historia civil y poesía, certeza y verdad en Francis Bacon" en Anales del Seminario de Historia de la Filosofía. 12-2014, 373-394.
- "Certainty, laws and facts in Francis Bacon's jurisprudence" en Intellectual History Review. 9 - 2014, 457 - 478.
- "The Preservation of the Whole and the Teleology of Nature in Late Medieval, Renaissance and Early Modern Debates on the Void" en Journal of Early Modern Studies. 10 - 2013, 9 - 34.
- "Francis Bacon's natural history and civi history: a comparative survey" en Early Science and Medicine. 2 - 2012, 32 - 61.
- "Causalidad eficiente y concurso divino en Francisco Suárez y los comentarios conimbricenses a la Física de Aristóteles. Parte 2: Conimbricenses" en Patristica et Mediaevalia. 1 - 2011, 51 - 66.
- "Malebranche y su crítica de la eficacia de las causas segundas. Las refutaciones del concurrentismo y del conservatismo" en INGENIUM: Revista electrónica de pensamiento moderno y metodología en Historia de las Ideas. 12-2010, 29-52.
- "Causalidad eficiente y concurso divino en las Disputationes Metaphysicae de Francisco Suárez y en el comentario Conimbricense a la Física de Aristóteles Parte I: Suarez en Patristica et Mediaevalia." 1 - 2010, 29 - 42.
- "Utopian Science and Empire. Notes on the Iberian Background of Francis Bacon's Project" en Studii de Stiinta si Cultura. 12 - 2010VI, 4, 23, 111 - 129.